# Svarttjärnen (Rengsjö socken, Hälsingland)
Svarttjärnen är en sjö i Bollnäs kommun i Hälsingland och ingår i Norralaåns huvudavrinningsområde. Sjön är 7,4 meter djup, har en yta på 0,097 kvadratkilometer och befinner sig 192 meter över havet.